# Mingguang
Mingguang (明光 ; pinyin : Míngguāng) est une ville de la province de l'Anhui en Chine. C'est une ville-district placée sous la juridiction de la ville-préfecture de Chuzhou.

## Démographie
La population du district était de 612 354 habitants en 1999.